# Madrinha de guerra
Madrinha de guerra refere-se a mulheres ou meninas que se correspondiam por correio com soldados em campanha, de modo a apoiá-los moralmente, psicologicamente ou até mesmo emocionalmente. A madrinha de guerra escrevia cartas para o seu soldado, mas poderia também enviar pacotes, presentes e fotografias. O termo refere-se ao período da Primeira Guerra Mundial e, em Portugal, também à Guerra Colonial. 

## História
As madrinhas de guerra viram a luz do dia, em 1915, com a criação, por Marguerite de Lens a 11 de Janeiro, de A família do Soldado, associação de católicos conservadores, que se beneficiaram com o apoio da publicidade gratuita no Echo de Paris.
Posteriormente, outras associações foram criadas: o Meu soldado, fundada por Bérard e apoiado por Alexandre Millerand, ministro da guerra.
Em maio de 1915, o jornal Fantasio lançou uma operação conhecida como o namoro na frente, e ofereceu-se para servir como intermediário entre os homens jovens da frente e as mulheres jovens da retaguarda. Seis meses mais tarde, inundado com pedidos dos militares, o jornal coloca um fim à sua iniciativa.

## Em Portugal e Brasil
Em Portugal a criação das madrinhas de guerra é da responsabilidade da associação "Assistência das Portuguesas às Vítimas de Guerra", fundada na sequência da proclamação do estado de guerra em Março de 1916. Este grupo era dirigido por Sophia de Carvalho Burnay de Mello Breyner e ligado aos meios mais conservadores da sociedade. Em Abril de 1917 surgiram as primeiras madrinhas de guerra.
Entre 1914 e 1918, as madrinhas de guerra foram muito importantes, de Portugal ou do Brasil, apoiando soldados na Flandres. Segundo a Grande Enciclopédia Portuguesa e Brasileira de 1936, muitas madrinhas de guerra tornaram-se noivas ou esposas dos afilhados. 

No decurso da Guerra Colonial Portuguesa, as madrinhas de guerra foram reinventadas pelo Movimento Nacional Feminino com o objectivo de proteger os militares mobilizados no Ultramar. Estas correspondiam-se com os soldados, levantando-lhes a moral, e contactavam as famílias dos afilhados ajudando-as moral e materialmente. De forma a sustentar este apoio foi criado o Serviço Nacional das Madrinhas, a iniciativa com maior adesão junto da população feminina.
Os aerogramas trocados entre madrinhas e soldados tinham um custo mais reduzido ou eram gratuitos, facilitando o contacto dos soldados com as famílias.

## Em Arte
O fotógrafo moçambicano Amilton Neves completou uma história visual de Madrinhas de Guerra em Moçambique, que exibiu como parte do Maputo Fast Forward Festival em 2018. A coleção foi selecionada para o Prêmio de Fotografia Contemporânea Africana e ganhou o Prêmio Portfólio do Palm Springs Photo Festival.